# Rogacevo, Dobrici
Rogacevo (în bulgară Рогачево, în română Gheiciler) este un sat în comuna Balcik, regiunea Dobrici, Dobrogea de Sud, Bulgaria. 
Între anii 1913-1940 a făcut parte din plasa Balcic a județului Caliacra, România.
Vasile Stroescu în lucrarea Dobrogea nouă pe căile străbunilor nota: Înainte vreme, pe aceste locuri, erau păduri nesfârșite, în care se găseau multe capre. Se făceau vânători mari la care luau parte pași, bei și alte notabiliăți turcești. Pielea și cornițele erau prețuite mult. În sat era casa pădurarului și câteva locuințe pentru vânători. Întemeindu-se satul, i s-a dat numele după vânatul prețuit. E situat pe dealul Aciolu (delul Gheiciler), având la miazanoapte Cozluc culac, Acbair, la apus Kemalâc bair și Kemalâc culac. Cei câțiva plopi dau o înfățișare deosebită tabloului. Se învecineaza la răsărit cu Teche, la apus cu Ceaușchioiu, la miazăzi cu Ecrene și la miazănoape cu Alaclise. Apa se procură de la cișmele, din care cea mai principală Satma ceșmesi. După o inscripțiune găsită pe un stâlp de piatra din cimitir, satul ar fi înființat pe la 1802. Astăzi pădurile de odinioară s-au tăiat, dealurile sunt acoperite cu ogoare, iar drăguțele capre de munte nu se mai văd.

## Demografie
Componența etnică a satului Rogacevo
     Bulgari (90,32%)
     Nicio identificare (0,92%)
     Altele (8,75%)
La recensământul din 2011, populația satului Rogacevo era de 217 locuitori. Din punct de vedere etnic, majoritatea locuitorilor (90,32%) erau bulgari. Pentru 0,92% din locuitori nu este cunoscută apartenența etnică.